# Révolte des Lulins
La révolte des Lulins venant de l'armée Lulin (chinois traditionnel : 綠林軍 ; chinois simplifié : 绿林军 ; pinyin : lǜlín jūn ; litt. « armée de brigands ») désigne l’un des deux grands mouvements de rébellion paysanne contre la courte dynastie Xin de Wang Mang. Ce nom vient des monts Lulin, qui se situent à proximité de l'actuelle ville de Yichang, dans le Hubei, où les rebelles se sont installés pendant un certain temps. 
Ce mouvement naît dans le sud de l'actuelle province du Henan et dans le Nord de celle du Hubei, lorsque les différentes révoltes qui éclatent dans cette région regroupent leurs forces et réussissent à renverser la dynastie Xin, puis à rétablir temporairement la dynastie Han lorsque Liu Xuan monte sur le trône impérial sous le nom d'empereur Han Geng Shidi. De nombreux chefs Lulins deviennent d'importants membres du gouvernement de l’empereur Geng Shidi, mais les luttes intestines et l'incompétence de l’empereur et de ces nouveaux hauts fonctionnaires conduisent à la chute du régime après seulement deux ans. Leur échec ouvre la voie à la prise du pouvoir par Liu Xiu, qui refonde réellement la dynastie Han en montant sur le trône sous le nom d'empereur Han Guang Wudi.

## Début de la rébellion

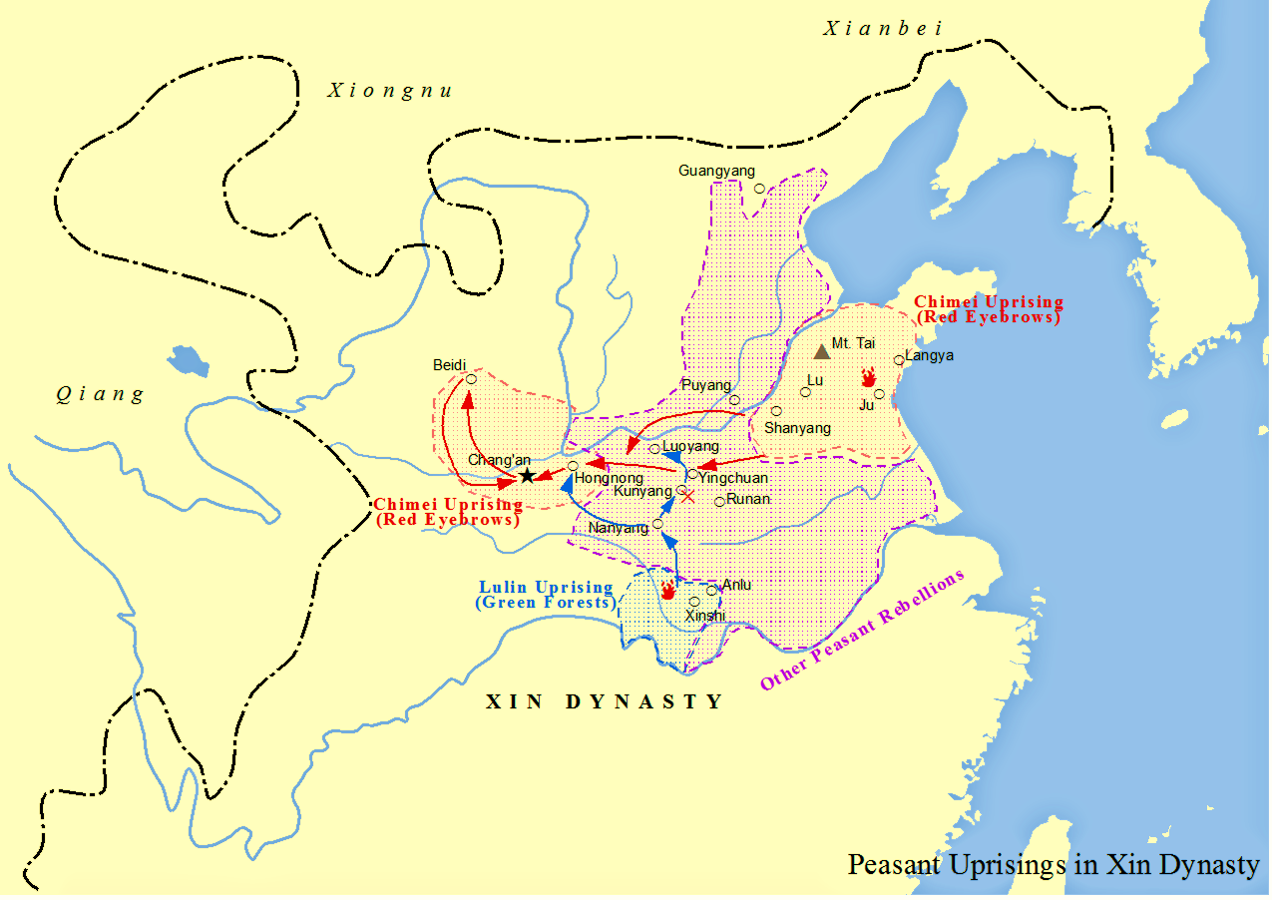
Localisation des principales insurrections paysannes de la fin de la dynastie Xin, incluant les Lulin et les Sourcils Rouges

En 17 après J.-C., la Province de Jing (荊州) souffre d'une famine qui est considérablement aggravée par la corruption et l’incompétence des fonctionnaires Xin. Les victimes de la famine en sont réduites à consommer des plantes sauvages, et même ces dernières commencent à manquer. Souffrant toujours plus de la faim, les habitants de la province commencent à se battre entre eux. Deux hommes nommés Wang Kuang (王匡) et Wang Feng (王鳳), tous deux originaires de Xinshi (新市) arbitrent certains de ces litiges et deviennent très populaires, au point de devenir les chefs des victimes de la famine. Ils sont rejoints plus tard par d'autres chefs locaux comme Ma Wu (馬武), Wang Chang (王常) et Cheng Dan (成丹). En quelques mois, ils réunissent 7 000 à 8 000 hommes sous leur commandement. Ils installent leur base aux monts Lulin et leur modus operandi consiste à attaquer et piller des villages situés loin des villes pour se nourrir. Ces pillages durent plusieurs années, au cours desquelles la petite armée grandit au point que Kuang et Feng se retrouvent avec des dizaines de milliers d'hommes sous leurs ordres.
Au début, Wang Mang envoie des messagers portant des promesses de pardon et de grâce, en espérant que les rebelles se dispersent d'eux-mêmes. Lorsque ces messagers rentrent à Chang'an, la capitale des Xin; certains font des rapports dans lesquels ils expliquent honnêtement que les rebelles se sont réunis parce que les lois existantes sont tellement sévères qu'il leur est impossible de gagner leur vie et qu'ils n'ont eu d'autre choix que de se rebeller. D'autres, afin de flatter Wang Mang, font des rapports où ils expliquent que les rebelles sont des êtres mauvais devant être tués, ou qu’il s’agit d’un phénomène temporaire. Wang écoute les flatteurs et relève de leurs fonctions la plupart de ceux qui ont dit la vérité de leurs rapports. En outre, Wang ne fait pas d’autres tentatives pour tenter d'apaiser les rebelles, mais décide de mater la révolte par la force. De fait, les rebelles ont vraiment été contraints de se révolter pour arriver à survivre, et ils espéraient pourvoir rentrer chez eux une fois la famine résorbée. Cet état d'esprit explique pourquoi il ne s'en prennent pas aux villes, alors qu'elles auraient été leur cible prioritaire si, dès le début, ils avaient prévu de prendre le pouvoir et renverser la dynastie.
En l'an 21, le gouverneur de la Province de Jing mobilise 20 000 soldats pour attaquer les rebelles Lulin. L'affrontement entre les deux armées a lieu à Yundu (雲杜), et s’achève par une grande victoire pour les rebelles, qui tuent des milliers de soldats gouvernementaux puis s'emparent des provisions et des armes des vaincus. Lorsque le gouverneur tente de battre en retraite, il est bloqué par Ma Wu; mais ce dernier lui permet de fuir, car il ne veut pas offenser encore plus le gouvernement impérial. Au lieu de cela, les rebelles Lulin quadrillent la zone située à proximité du champ de bataille, capturent de nombreuses femmes et rentrent aux monts Lulin. À ce stade des opérations, leur armée est forte de 50 000 hommes.

## Repli provisoire à la suite d'une épidémie
En l'an 22, les Lulins sont victimes d'une grave épidémie. On ne connaît pas la nature exacte de la maladie qui décime leurs rangs, mais au moins 25 000 hommes meurent durant cette épidémie. Cela a conduit à la division du groupe en 3 "forces":
- Wang Chang et Cheng Dan se déplacent vers l’Ouest, vers la commanderie de Nan[3]. Ce groupe est connu sous le nom de Force de Xiajiang (下江兵).
- Wang Feng, Wang Kuang, Wu Ma, ainsi que Zhu Wei (朱鮪) et Zhang Ang (張卬) se déplacent vers le Nord, vers la Commanderie de Nanyang[4]. Ce groupe est connu sous le nom de Force de Xinshi (新市兵), car les deux Wangs sont originaires de Xinshi.
- À proximité des deux autres, il y a également un troisième groupe de rebelles dirigé par Chen Mu (陳牧) et Liao Zhan (廖湛), connu sous le nom de Force de Pinglin (平林兵) car Liao et Chen sont originaires de Pinglin[5].

À ce stade, les rebelles ont des troupes et sont organisés, mais pour la plupart d'entre eux, ils n'ont encore aucune ambition politique.

## Réunification et début des ambitions politiques
La situation change lorsque les rebelles se retrouvent réunis sous l'autorité d'un seul homme; Liu Yan, un descendant d’une branche éloignée du clan impérial Han. Avant le début de la révolte, Yan vivait sur la terre de ses ancêtres, à Chongling (舂陵). Il est dégoûté de longue date par l'usurpation du trône des Han par Wang Mang et aspire à lancer une révolte. Il a un frère, Liu Xiu qui, en revanche, est un homme prudent et réfléchi, qui se contente d’être un fermier. Lorsque la révolte des Lulins commence, des prophéties annonçant le retour au pouvoir des Liu commencent à circuler et se répandre dans tout l'empire. Attirés par ces prophéties, beaucoup d’hommes se réunissent autour de Liu Yan et lui demandent de devenir leur chef. Yan accepte puis unit ses forces avec celles des Lulins des forces Xinshi et Pinglin. Ensemble, ils prennent et pillent un grand nombre de villages. Durant l'hiver 22, l’ambitieux Liu Yan décide de tenter un premier assaut contre Wancheng, la capitale de la Commanderie de Nanyang. Dans un premier temps, l'assaut échoue et les troupes de Yan subissent de lourdes pertes face à celles de Fu Zhen (甄阜), le gouverneur de Nanyang. Sa sœur Liu Yuan (劉元) et son frère Liu Zhong (劉仲) meurent tous les deux durant dans la bataille. Encouragé, Zhen prend la tête de ses troupes et part à la poursuite des fuyards, avec l’intention d’écraser une bonne fois pour toutes les rebelles Liu-Lulin.
Paniqués, les soldats des Forces Xinshi et Pinglin commencent à envisager de se retirer de la coalition et de fuir. C'est l'arrivée sur place de la Force de Xiajiang qui fait basculer la situation en faveur des rebelles. Liu réussit à convaincre Wang Chang, qui est respecté par les autres dirigeants de la force de Xiajiang, de ses capacités militaires et convainc ainsi la Force de Xiajiang de rejoindre la coalition. Rassurés, les autres Lulins restent dans la coalition.
Suivant les ordres de Liu, les Lulins lancent une attaque surprise sur les arrières de Zhen et s'emparent des réserves de nourriture et d'armes des troupes du gouverneur. Durant le Nouvel An chinois de l'an 23, Liu écrase les troupes de Zhen, qui est tué lors des combats, ainsi que son assistant. Encouragés par la victoire, les chefs des Lulins commencent à s'autoproclamer généraux, à s’emparer de villes, créer des organisations gouvernementales et répandre de la propagande anti-Wang Mang.

## Restauration des Han par l'empereur Han Geng Shidi
Au même moment, il s’élève de plus en plus de voix au sein de l’armée pour soutenir un descendant de la maison impériale des Han pour être empereur. Les soldats sous le commandement direct de Liu Yan et les dirigeants de la force de Xiajiang soutiennent tous Yan. Par contre, les dirigeants des Forces Xinshi et Pinglin sont profondément jaloux et suspicieux de la discipline stricte de Liu et veulent au contraire soutenir quelqu'un de faible. Ils trouvent un chef de second plan au sein de la Force de Pinglin qui est aussi un descendant de la maison impériale des Han. Il s'agit d'un cousin au troisième degré de Liu Yan, nommé Liu Xuan, qui revendique le titre de général Shidi (更始將軍). Les opposants à Liu Yan décident de soutenir la candidature de Liu Xuan au trône impérial et Yan, après s'être opposé à cette décision dans un premier temps, décide de l’accepter pour éviter une guerre interne entre les trois forces des Lulins. Au printemps 23, Liu Xuan est proclamé empereur sous le nom de Han Geng Shidi. Wang Kuang, Wang Feng, Zhu, Liu Yan et Chen deviennent des hauts fonctionnaires de ce nouveau régime.

## Bataille de  Kunyang
C'en est trop pour Wang Mang, qui décide d’éliminer cette rébellion une fois pour toutes. Il envoie son cousin Wang Yi (王邑) et son premier ministre Wang Xun (王尋) écraser les troupes du nouvel empereur autoproclamé. Pour qu'ils mènent à bien leur mission, il leur confie une armée forte d’à peu près 430 000 hommes. Lorsque les troupes impériales se mettent en route, les troupes des Han sont divisées en deux groupes :
- Le premier est dirigé par Wang Feng, Wang Chang et Liu Xiu. Lorsque l'armée Xin arrive, ils se retirent dans la petite ville de Kunyang (昆陽)[8]
- Le second est dirigé par Liu Yan, qui assiège Wancheng.

Au début, les rebelles de Kunyang veulent se disperser, mais Liu Xiu s’y oppose et préconise, au contraire, de défendre Kunyang pendant que toutes les autres troupes rebelles de la région se regroupent pour attaquer les troupes des Xin de l’extérieur. Après avoir d'abord rejeté l'idée de Liu Xiu, les rebelles de Kunyang finissent par accepter son plan.
Liu Xiu réunit le plus de soldats possibles et revient à Kunyang pour harceler les troupes Xin. Wang Yi et Wang Xun, agacés, prennent la tête d'un détachement de 10 000 hommes pour attaquer Liu Xiu et donnent l'ordre au reste des troupes de continuer le siège. Cependant, une fois les combats engagés, leurs soldats subissent quelques pertes mineures et les autres unités sont réticentes à l'idée d'aller les aider. Finalement, Liu Xiu tue Wang Xun durant la bataille et juste après, les troupes des Han sortent de Kunyang pour attaquer les soldats Xin. L'armée impériale s'effondre et la majeure partie des soldats désertent pour rentrer chez eux. Wang Yi est obligé de se replier sur Luoyang avec seulement quelques milliers d’hommes sous ses ordres. Par la suite, la quasi-totalité des déserteurs vont rester chez eux, privant ainsi le régime de Wang Mang de tout soutien militaire.  Dès que la nouvelle de la défaite des Xin à la bataille de Kunyang se répand dans tout l’empire, la population se soulève en masse. La plupart des fonctionnaires locaux sont tués et remplacés par les chefs des insurgés, qui s'autoproclament fonctionnaires au service du nouveau régime des Han. En moins d’un mois, presque tout l’empire échappe au contrôle de Wang Mang.

## Début des luttes intestines et mort de Liu Yan
Vers la même époque, Liu Yan réussit enfin à prendre Wancheng. L'empereur Han Geng Shidi entre dans la ville et en fait sa capitale temporaire.
Cette réussite marque aussi le début des luttes intestines. En effet, à peine installés dans leur nouvelle capitale, l'empereur Gengshi et les hauts fonctionnaires issus des Forces Xinshi et Pinglin ont peur du talent de Liu Yan et sont tout à fait conscients que bon nombre de ses fidèles sont en colère parce qu’il n'a pas pu devenir empereur. L'un d'entre eux, nommé Liu Ji (劉稷), est particulièrement critique envers l’empereur Geng Shidi. L'empereur fait arrêter Liu Ji et veut l’exécuter, mais Liu Yan essaie d’intercéder en faveur du prisonnier. Mal lui en prend, car Geng Shidi saisit cette occasion pour faire aussi exécuter Liu Yan. Cependant, l'empereur est rapidement honteux de son geste, et pour se rattraper, il épargne Liu Xiu, le frère de Liu Yan et lui donne le titre de marquis de Wuxin.

## Mort de Wang Mang et déplacement de la capitale à Chang'an
Après la mort de Liu Yan, l'empereur Geng Shidi lève deux armées :
- Une dirigée par Wang Kuang marche sur Luoyang, l'ancienne capitale de la dynastie Zhou
- Une autre dirigée par Shentu Jian (申屠建) et Li Song (李松), marche sur Chang'an, la capitale de la dynastie Xin et de l'ancienne dynastie Han.

L'avancée de ces armées tourne à la marche triomphale, car toute la population se réunit sur leur chemin pour les acclamer et de nombreux volontaires rejoignent les forces des Han. Shentu et Li atteignent rapidement la périphérie de Chang'an. Dès leur arrivée, la jeunesse de la capitale se soulève et attaque le palais Weiyang, le plus important des palais impériaux, où Wang Mang s'est retranché avec ses gardes. Les défenseurs sont balayés par la fureur des révoltés et Wang Mang meurt lors des combats. Il est décapité et sa tête est exposée sur la place Wǎnshì (宛市).
Après la mort de Mang, Geng Shidi quitte Wancheng et déplace sa capitale à Luoyang. Avant de partir, il envoie des édits dans tout l’empire, où il promet de laisser les responsables et les fonctionnaires Xin locaux en poste s'ils se soumettent à la nouvelle dynastie. Pendant une brève période, presque tout l’empire se soumet, au moins nominalement, au nouvel empereur, y compris le puissant général Fan Chong (樊崇), le chef des rebelles Chimei. En effet, ces derniers ont accepté de rester à Luoyang contre la promesse de titres et d'honneurs. Cependant, cette politique de pardon est appliquée de manière incohérente et l'inquiétude grandit vite au sein des gouverneurs, qui craignent de perdre leur poste. C'est ainsi que Fan Chong quitte rapidement la capitale pour retourner auprès de ses troupes.
En l'an 24, l'empereur Geng Shidi déplace une nouvelle fois sa capitale pour s'installer à Chang'an, ville dont les habitants avaient été offensés par les fonctionnaires du nouvel empereur, qui sont tous des anciens dirigeants Lulin. En effet, ces derniers n'avaient pas félicité la population pour s'être révoltée contre Wang Mang et, au contraire, considéraient que les habitants étaient des traîtres. Une fois arrivé dans sa nouvelle capitale, l’empereur Geng Shidi proclame une amnistie générale, qui calme la situation pendant un certain temps. À cette époque, Chang'an est encore en grande partie intacte, à l’exception du palais Weiyang, qui a été détruit par un incendie lors des combats. Très vite, la timidité du nouvel empereur pose des problèmes. Quand les fonctionnaires impériaux se rassemblent pour une rencontre officielle, Geng Shidi, qui n’a jamais participé à des cérémonies aussi solennelles, panique. Plus tard, lorsque ses généraux se présentent devant lui pour faire leur rapport, il leur pose des questions comme : « Combien avez-vous récolté lors de vos pillages aujourd'hui ? » Ce type de comportement réduit un peu plus la confiance que le peuple lui porte.
Finalement, l'incompétence de l’empereur Geng Shidi et de ses fonctionnaires et leur incapacité à gouverner correctement ne serait-ce que les territoires situés autour de Chang'an, leur fait perdre la loyauté et l'obéissance du peuple dans les régions périphériques. À la fin de l'an 24, Liu Xiu, qui a été envoyé par l’empereur Geng Shidi pour pacifier la région située au nord du fleuve Jaune, se retrouve indépendant de facto, lorsque les Chimei se mettent en marche vers Chang'an pour attaquer la ville.

## Chute et mort de l'empereur Geng Shidi
Au cours de l’été 25, Liu Xiu rompt officiellement avec l’empereur Geng Shidi. Après que ses généraux et ceux de Geng Shidi se soient affrontés pour le contrôle des régions de Henei et Luoyang, il se proclame empereur. Par cette proclamation, il devient le véritable refondateur de la dynastie Han, ouvrant la période des Han orientaux. Très vite, son général Deng Yu (en) (鄧禹) s'empare de la région qui correspond actuellement au Shanxi, réduisant encore un peu plus le pouvoir de l’empereur Geng Shidi.
Se sentant pris au piège, un certain nombre des généraux de Geng Shidi conspirent pour le kidnapper et s’enfuir vers Nanyang, leur région d’origine. Parmi ces conspirateurs on trouve Zhang Ang, Liao Zhan, Hu Yin (胡殷), Shentu Jian (申屠建) et le seigneur de guerre Wei Xiao (隗囂). Leur complot est découvert et la plupart d'entre eux sont exécutés. Cela ne suffit pas à sauver le régime chancelant de Shidi, car les troupes de Zhang occupent la plus grande partie de la ville de Chang'an, forçant l’empereur à s'enfuir, alors que les troupes des Chimei s'approchent. Paniqué et paranoïaque, Geng Shidi fait l’erreur supplémentaire de soupçonner, sans preuve, Wang Kuang, Mu Chen et Cheng Dan d’avoir conspiré avec Zhang. Il fait exécuter Chen et Cheng par la ruse, et Wang, en réponse, rejoint Zhang.
Les derniers généraux toujours fidèles à Geng Shidi réussissent finalement à expulser Zhang et ses troupes de la capitale, mais il est déjà trop tard pour redresser une situation désespérée. En effet, à peine expulsés de Chang'an, Zhang et ses alliés se rendent aux Chimei et collaborent avec eux. Ils lancent une nouvelle attaque contre la capitale, qui tombe rapidement. L'empereur s'enfuit, accompagné  seulement par quelques fidèles. Durant l'hiver 25, il finit par se rendre aux Chimei, qui l'exécutent. 
La plupart des dirigeants des Lulins disparaissent dans la nature après la chute de la capitale, mais certains qui étaient proches de Liu Xiu se joignent à lui et intègrent son gouvernement après sa prise du pouvoir. Cependant, Xiu ne commet pas la même erreur que son prédécesseur et ne leur confie que des postes à faible responsabilité.